# Holoenzima

Glioxalasa tipo I humana (GLO1), en la representación espacial de una catálisis enzimática. Dos iones zinc necesitan la enzima de catálisis y un inhibidor enzimático S-hexilglutasio.

Una holoenzima es una enzima que está formada por una apoenzima y un cofactor, que puede ser un ion o una molécula orgánica compleja unida (grupo prostético) o no (una coenzima). En resumidas cuentas, es una enzima completa y activada catalíticamente.
Las apoenzimas son enzimas que carecen de los componentes químicos apropiados para realizar la actividad catalítica, por ello, se ayudan de otras sustancias no proteicas, denominadas cofactores que, fijadas en su superficie mediante enlaces covalentes o débiles, le aportan a la enzima los grupos y funciones químicas que necesita. En estos casos, la parte proteica de la enzima se denomina apoenzima y la fracción no proteica es el cofactor.
- Por lo tanto una holoenzima está formada por:
  - Apoenzima.
  - Cofactor.

El buen funcionamiento del organismo humano, se debe a la posibilidad de separación de apoenzimas y coenzimas, para sus fines específicos.